# Boophis feonnyala
Boophis feonnyala is een kikker uit de familie gouden kikkers (Mantellidae). De soort werd voor het eerst wetenschappelijk beschreven door Frank Glaw, Miguel Vences, Franco Andreone en David Vallan in 2001. De soort behoort tot het geslacht Boophis.

## Leefgebied
De kikker is endemisch in Madagaskar. De soort komt voor in het oosten van het eiland, zo ook in de subtropische bossen van Madagaskar, en leeft op een hoogte van ongeveer 900 meter. De soort komt ook voor in nationaal park Andasibe Mantadia.

## Beschrijving
Mannetjes hebben een lengte van ongeveer 25 millimeter. De rug is beige, met soms rode vlekjes. De buik is witachtig.